# Frédéric Vichot
Frédéric Vichot (* 1. Mai 1959 in Valay) ist ein ehemaliger französischer Radrennfahrer und nationaler Meister im Radsport.

## Sportliche Laufbahn
Vichot war Straßenradsportler und auch im Bahnradsport aktiv. Als Amateur gewann er 1980 die Militärmeisterschaft im Straßenrennen sowie das Etappenrennen Circuit des Mines mit einem Etappensieg. Dazu kamen Etappensiege in der Route de France und im Rennen Étoile des Espoirs. In der Tour de l’Avenir kam er auf den 9. Platz und war damit bester Franzose.
1981 wurde er Berufsfahrer im Radsportteam Miko-Mercier und blieb bis 1992 als Radprofi aktiv. In seiner ersten Saison als Radprofi gewann er eine Etappe der Vuelta a España. 1983 holte er einen Etappensieg in der Tour de l’Avenir. 1984 und 1985 gewann er jeweils eine Etappe der Tour de France. Zweite Plätze holte Vichot im Grand Prix de Plouay 1984, im Grand Prix de Cannes 1985 und 1987 und in der Route du Sud 1990 hinter Yves Bonnamour. Dritter wurde er 1985 bei Paris–Nizza und in der Tour Midi-Pyrénées.
Vichot bestritt alle Grand Tours.
| Grand Tour            | 1981 | 1982 | 1983 | 1984 | 1985 | 1986 | 1987 | 1988 | 1989 | 1990 | 1991 |
| --------------------- | ---- | ---- | ---- | ---- | ---- | ---- | ---- | ---- | ---- | ---- | ---- |
| Vuelta a EspañaVuelta | 21   | –    | –    | –    | –    | –    | –    | –    | –    | –    | –    |
| Giro d’ItaliaGiro     | –    | –    | –    | –    | –    | –    | –    | –    | –    | –    | DNF  |
| Tour de FranceTour    | 23   | 23   | 23   | 23   | 31   | 100  | –    | 28   | 37   | –    | 20   |

Im Bahnradsport gewann er 1985 den nationalen Titel im Steherrennen vor Éric Guyot. 1981 wurde er Dritter im Punktefahren, 1984 Dritter im Sprint.

## Berufliches
Nach seiner Profikarriere betrieb er ein Fahrradgeschäft in Noidans-lès-Vesoul.